# Łętowo (województwo mazowieckie)
Łętowo – wieś sołecka w Polsce położona w województwie mazowieckim, w powiecie płockim, w gminie Bodzanów.
W latach 1975–1998 miejscowość administracyjnie należała do województwa płockiego..
Łętowo jest położoną nad malowniczą rzeką Mołtawą. We wsi znajduje się drewniany, wielokrotnie przebudowywany, zabytkowy kościół pw. św. Jana Chrzciciela.